# Manduro
Manduro is een bestuurslaag in het regentschap Jombang van de provincie Oost-Java, Indonesië. Manduro telt 3497 inwoners (volkstelling 2010).